# آگوستین گومز (بازیکن فوتبال، زاده ۱۹۹۶)
آگوستین گومز (انگلیسی: Agustin Gómez؛ زادهٔ ۲۸ اوت ۱۹۹۶) بازیکن فوتبال است.
از باشگاه‌هایی که در آن بازی کرده‌است می‌توان به باشگاه فوتبال ای‌آی‌کی اشاره کرد.